# Stefan Rogowicz

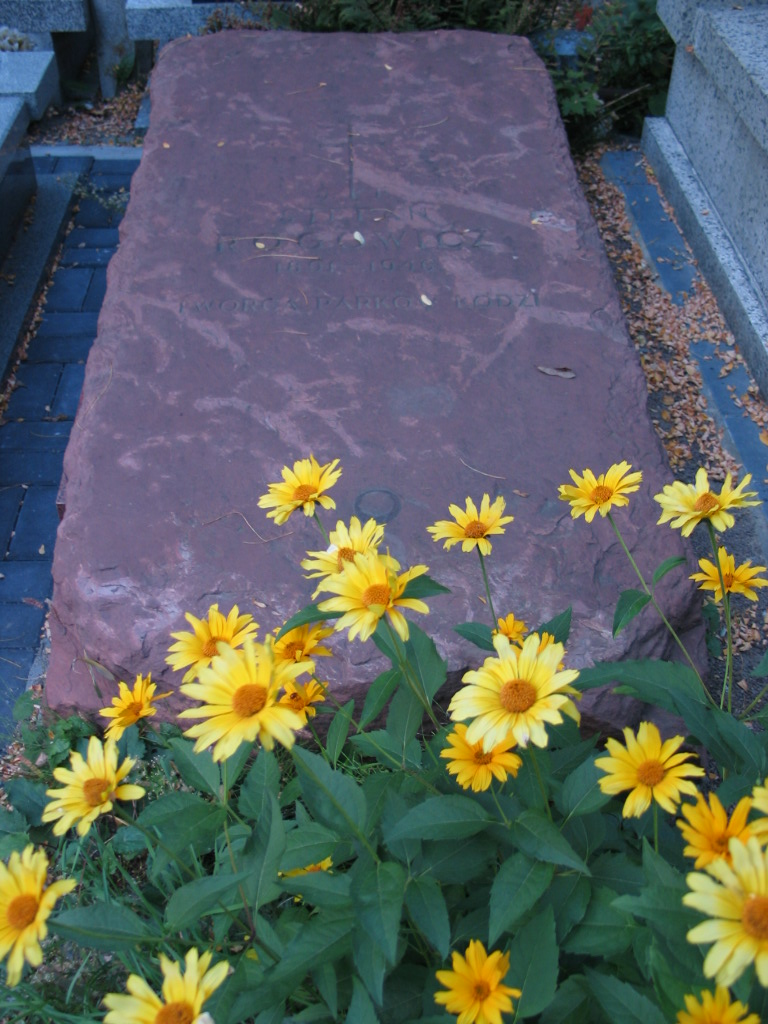
Grób Stefana Rogowicza na Starym Cmentarzu w Łodzi

Stefan Rogowicz (ur. 23 marca 1891 w Warszawie, zm. 23 grudnia 1946 w Łodzi) – polski architekt ogrodnictwa, ogrodnik, planista i publicysta naukowy, określany twórcą łódzkich parków.

## Życiorys
Stefan Rogowicz urodził się w Warszawie jako syn warszawskiego lekarza Jakuba Ignacego Rogowicza (1839–1896) i Marii z Zawadzkich (1841–1939). Był młodszym bratem Wacława (1876–1960), Jadwigi (1878–1971) i Jana (1881–1945). Rogowiczowie mieszkali w kamienicy przy ul. Nowogrodzkiej 26 w Warszawie, tuż obok ulicy Marszałkowskiej, w miejscu dzisiejszego hotelu Novotel Warszawa Centrum.
W 1916 po uprzednim ukończeniu szkoły realnej, został absolwentem Państwowej Wyższej Szkoły Ogrodniczej w Warszawie. Pracował m.in. przy tworzeniu stacji doświadczalnej Towarzystwa Ogrodniczego Warszawskiego – arboretum w Morach.
Zaprojektował wiele parków i ogrodów. Począwszy od 1918 tworzył parki dworskie w całej Polsce, ogrody przy willach prywatnych właścicieli, a także ogrody przy instytucjach państwowych i fabrykach. Ponad 40 jego projektów umieszczono w „Rejestrze ogrodów polskich”.
W latach 1925–1929 pracował jako ogrodnik-planista w Dziale Ogrodniczym Wydziału Technicznego Zarządu Zieleni w Warszawie. W 1928 roku podczas Krajowej Wystawy Ogrodniczej w Poznaniu, zdobył nagrodę za projekt zagospodarowania przestrzennego Polesia Konstantynowskiego zwanego Zdrowiem. 
1 października 1929 już jako znany planista objął stanowisko naczelnika Wydziału Plantacji Zarządu Miejskiego w Łodzi, gdzie z przerwą na okupację pozostał do końca życia. Przystosował istniejące parki (m.in. park Poniatowskiego, Źródliska, Sienkiewicza, 3 Maja) do współczesnych wymagań wielkomiejskich. Ukierunkował plan zadrzewienia miasta. Zaprojektował i tworzył Park Ludowy na Zdrowiu. Był to wówczas największy park w Polsce i jeden z największych w Europie. Budowę parku Rogowicz prowadził osobiście do wybuchu II wojny światowej. Ponadto stworzył i zrealizował m.in. projekt kompleksu ogródków działkowych przy al. Unii Lubelskiej, które obecnie noszą jego imię (ROD im. Stefana Rogowicza). Był propagatorem ogródków jordanowskich i ogrodów szkolnych. Zmodernizował większość parków łódzkich i w parku na Zdrowiu zaprojektował ZOO.
W okresie okupacji niemieckiej pracował jako robotnik w Zieleni Miejskiej, pozbawiono go stanowiska służbowego i mieszkania. W 1945 po zakończeniu II wojny światowej powrócił na stanowisko naczelnika Wydziału Plantacji. Uczestniczył w naradach dotyczących utworzenia Łódzkiego Ogrodu Botanicznego.
Zmarł 23 grudnia 1946 w wieku 56 lat. Został pochowany w części katolickiej Starego Cmentarza w Łodzi (kwatera XIX-2-23). Jego żona, Irena Rogowiczowa (ur. 7 marca 1906), zmarła 3 lutego 1982 i została pochowana na cmentarzu Zarzew w Łodzi (kwatera XLV-10-44).

## Upamiętnienie

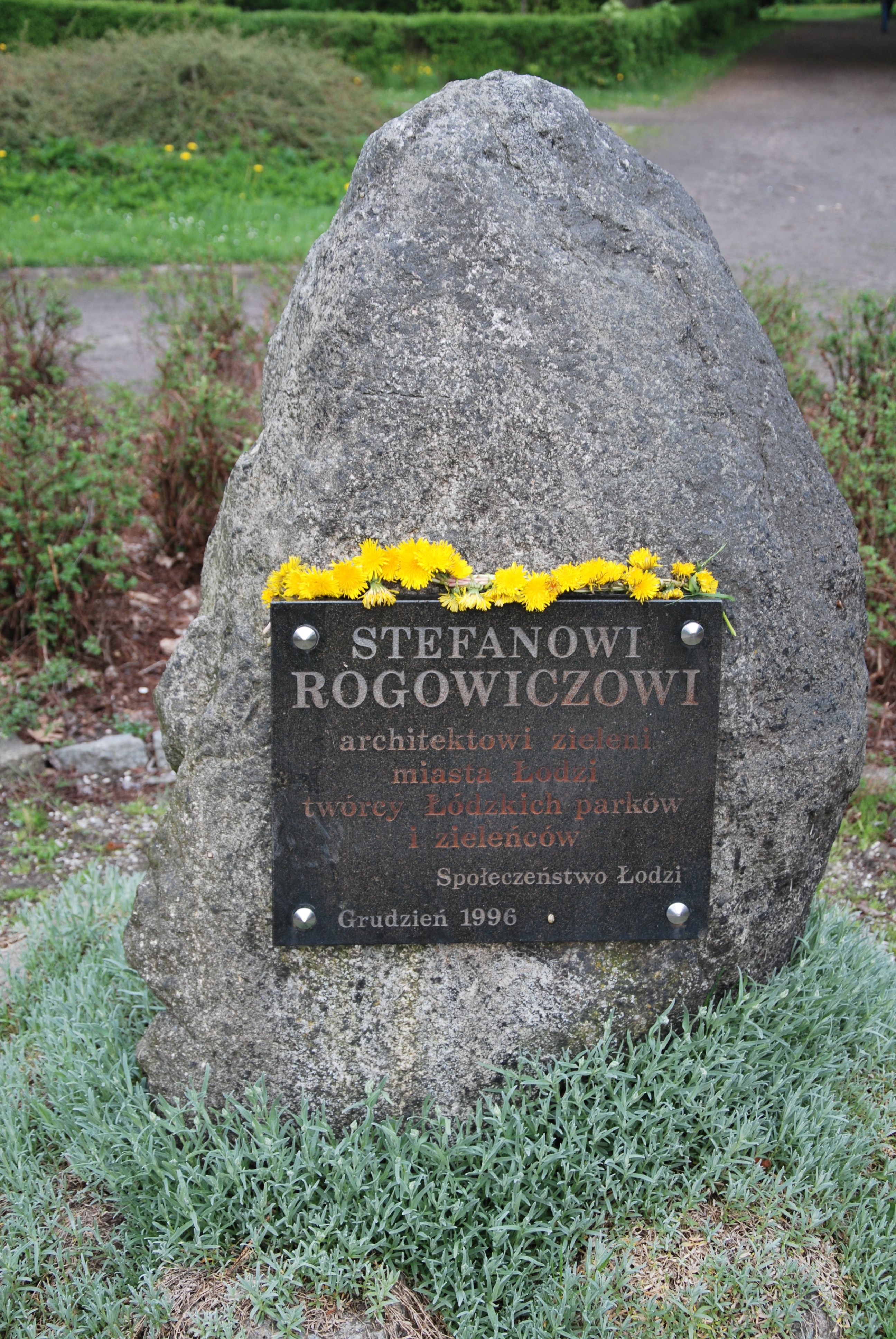
Pamiątkowy kamień poświęcony Stefanowi Rogowiczowi w parku na Zdrowiu

Jego imieniem nazwano ulicę na łódzkim osiedlu Olechów, a także park Zielona Ostoja pomiędzy ulicami Centralną i Wycieczkową w Łodzi. W 1996 w 50. rocznicę śmierci planisty w parku im. J. Piłsudskiego na Zdrowiu w Łodzi odsłonięto kamień z tablicą pamiątkową. Z okazji 130. rocznicy urodzin i 75. rocznicy jego śmierci, rok 2021 ogłoszony został Społecznym Rokiem Stefana Rogowicza. W tym samym roku dzięki dotacji miejskiej odnowiono jego nagrobek. Imieniem Stefana Rogowicza nazwano park leśny Zielona Ostoja znajdujący się na terenie łódzkiego osiedla Julianów-Marysin-Rogi. 

## Nagrody i odznaczenia
- Złoty medal na Wystawie Ogrodniczej w Poznaniu za owocną działalność na plantacjach miejskich w stolicy: 1926 (Dziennik Zarządu m. Łodzi nr 45 z dnia 05-11-1929 r.)
- Złoty Krzyż Zasługi: 1937 (Dziennik Zarządu m. Łodzi nr 12 z 1937 r.)

## Publikacje
- Róże w parku (Ogrodnik nr 10 z 1926 r.)
- O piękno krajobrazu wsi polskiej (Ogrodnik nr 12 z 1925 r.)
- Ogrodnictwo dekoracyjne w świetle Międzynarodowej Wystawy Sztuki Dekoracyjnej w Paryżu (Ogrodnik nr 14 i nr 15 z 1925 r.)
- Ogród i zagroda (Ogrodnik nr 16 i nr 17 z 1925 r.)
- Rol-ogrodnictwo. Folwark-ogród (Ogrodnik nr 18 z 1925 r.)
- Ogrodnictwo piękne (Przegląd Ogrodniczy nr 2 z 1926 r.)
- Idea ogrodnictwa miast i wsi (Pamiętnik Jubileuszowej Wystawy Ogrodniczej w Poznaniu 25.IX-3.X.1926 r., Poznań 1926)
- Plantacje miejskie m. st. Warszawy (Ogrodnik nr 1 z 1927 r., podpisane St.R.)
- Ogrody mieszkalne (Ogrodnik nr 3, nr 5, nr 7, nr 8, nr 9, nr 11, nr 19 z 1928 r.)
- Ogrody cmentarne (Ogrodnik nr 4 z 1928 r.)
- Ogrody leśne (Ogrodnik nr 6 z 1929 r.), Ogródki mieszkalne (Osiedle, mieszkanie, dom nr 5 z 1929 r.)
- Ogrody osiedli leśnych (Osiedle, mieszkanie, dom nr 8 z 1929 r.)
- Pokaz dalji i roślin szklarniowych w Łodzi (Ogrodnik nr 21 z 1930 r.)
- O nowych kierunkach w sztuce ogrodnictwa pięknego (Ogrodnik nr 15/16 z 1933 r.)
- Miasta ogrody (Ogrodnik nr 4 z 1934 r.)
- Rozbudowa miast a plantacje miejskie (Ogrodnik nr 8 z 1934 r.)
- Prace przygotowawcze do zakładania plantacyj miejskich (Ogrodnik 13/14 i nr 15/16 z 1934 r.)
- Stosunek architekta do zagadnienia zadrzewiania miast i osiedli (streszczenie referatu wygłoszonego w dniu 10 kwietnia 1934 roku na zjeździe architektów powiatowych województwa łódzkiego) (Dziennik Zarządu m. Łodzi nr 5 z 15-05-1934 r.)
- Wszechpolski Zjazd Ogrodników Miejskich w Łodzi (Dziennik Zarządu m. Łodzi nr 10 z 15-10-1934 r.)
- Plantacje miejskie w Łodzi. Odczyt wygłoszony w Stowarzyszeniu Techników w Łodzi (Dziennik Zarządu m. Łodzi nr 8 z 15-08-1936 r.)
- W sprawie zmiany przeznaczenia terenów lasów miejskich w Łagiewnikach pod Łodzią (Dziennik Zarządu m. Łodzi nr 6 z 15-06-1937 r.)
- I Międzynarodowy Kongres Architektów ogrodników w Paryżu (Dziennik Zarządu m. Łodzi nr 7 z 15-07-1937 r.)
- Park wystawowy w Łodzi (Dziennik Zarządu m. Łodzi nr 10 z 15-10-1937 r.)
- Rozwój i realizacja ogrodów działkowych (Dziennik Zarządu m. Łodzi nr 3 z 15-03-1938 r.)
- Łódź na V Zjeździe Ogrodników Miejskich w Warszawie (Dziennik Zarządu m. Łodzi nr 10 z 15-10-1938 r.)
- Łódź zadrzewiona (Dziennik Zarządu m. Łodzi nr 12 z 15-12-1938 r.)